# Elfi Zinn
Pour les articles homonymes, voir Zinn.
Elfi Zinn, née le 24 août 1953 à Rathebur, est une athlète est-allemande.
Elle remporte la médaille de bronze sur 800 m aux Jeux olympiques d'été de 1976.
Elfi Zinn est aussi vice-championne d'Europe en salle et détentrice du record du monde du 800 m en salle.

## Palmarès

### Jeux olympiques d'été
- 1976 à Montréal ( Canada)
  -  Médaille de bronze sur 800 m

### Championnats d'Europe d'athlétisme en salle
- 1973 à Rotterdam ( Pays-Bas)
  -  Médaille d'argent sur 800 m

## Records
- record du monde en 2 min 01 s 04 du 800 m en salle le 14 janvier 1976 à Berlin